# 日本鹡鸰
日本鶺鸰（学名：Motacilla grandis）为鶺鸰科鶺鸰属的鸟类。分布于日本、台湾以及中国大陆的河北、云南等地。该物种的模式产地在日本。

## 分類與系統學
該鳥類的拉丁學名grandis意為「大」。

## 描述
日本鹡鸰体重约30.16克，翼长约93.9毫米，嘴峰长约17.9毫米，喙宽度约2.9毫米，喙厚度约3.7毫米，跗蹠长约25.5毫米，尾长约99.6毫米。
日本鶺鴒體長約20厘米。雄鳥與雌鳥外觀相似；牠們的腹部為白色，背部、喉部和上半身為黑色。牠們的眉紋也是白色的。喙為黑色，腿和腳為深灰色。幼鳥的羽毛顏色比成鳥更為灰暗。

## 分布
該物種原產於日本和韓國。已在台灣、中國東部及俄羅斯遠東地區記錄到迷鳥。牠們棲息於內陸濕地、耕地和城市區域。

## 行為

### 飲食
日本鶺鴒以昆蟲及陆生无脊椎动物為食。

### 棲息
日本鹡鸰在其分布区内为留鸟，其栖息在开放的河流环境中。
大群的日本鶺鴒會集體在樹上棲息。

### 繁殖
牠們的巢築於靠近水源的洞穴中。雌雄雙方共同照料鳥蛋和雛鳥。每窩會產下四到六顆蛋。

## 保護狀況
日本鶺鴒被國際自然保護聯盟（IUCN）列為無危物種。其種群數量穩定。